# 188502 Darrellstrobel
188502 Darrellstrobel è un asteroide della fascia principale. Scoperto nel 2004, presenta un'orbita caratterizzata da un semiasse maggiore pari a 3,1046401 au e da un'eccentricità di 0,1756092, inclinata di 1,94055° rispetto all'eclittica.